# Electrogerris
Electrogerris is een geslacht van wantsen uit de familie van de Gerridae (schaatsenrijders). Het geslacht werd voor het eerst wetenschappelijk beschreven door Nils Møller Andersen in 2000.

## Soorten
Het genus is monotypisch en bevat de volgende uitgestorven soort:

- Electrogerris kotashevichi Andersen, 2000